# Toby Howarth

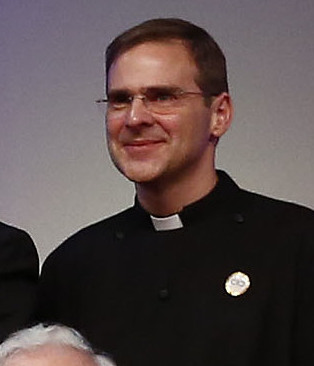
Toby Howarth

Toby Howarth (* 1962 in Nairobi, Kenia) ist ein englischer Islamwissenschaftler und Geistlicher der Church of England. Seit 2014 amtiert er als Suffraganbischof von Bradford in der Diözese Leeds.
Howarth studierte an der Yale University und an der Wycliffe Hall der Universität Oxford. Er arbeitete als Gemeindepfarrer und von 2002 bis 2004 als Tutor am Selly Oak College. 2011 wurde er Sekretär für Interreligiöse Angelegenheiten des Erzbischofs von Canterbury und des Mission and Public Affairs Council (Rat für Mission und Öffentliche Angelegenheiten) der Church of England. 2014 wurde er als „Bischof von Bradford“ Suffraganbischof in der Diözese Leeds.
Er lebte und arbeitete im Vereinigten Königreich, Uganda, Indien und anderen Ländern. Sein akademischer Hintergrund verbindet christliche Theologie mit einem M.A. in Islamwissenschaften (Islamic Studies) von der University of Birmingham.
Er ist ein Vertreter des Christentums im neunköpfigen Direktorium des König-Abdullah-Zentrums für interreligiösen und interkulturellen Dialog in Wien.